# كارمو دي ميناس
كارمو دي ميناس بلدية في ولاية ميناس جيرايس في المنطقة الجنوبية الشرقية من البرازيل.